# Velké Družďavy
Velké Družďavy jsou přírodní památka v České republice, okrese Brno-venkov, katastrálním území Rebešovice. Důvodem ochrany jsou teplomilná stepní travobylinná společenstva na svahu z miocenních písků a štěrků s výskytem řady významných druhů rostlin (bohatý výskyt čilimníku bílého) a živočichů. Chráněné území je tvořeno xerotermní vegetací na jižním svahu kopce. Mimo území přírodní památky se nachází les, v něm se vyskytuje trnovník akát (Robinia pseudoacacia), který postupně invaduje do stepi, což je spolu s absencí jakéhokoliv managementu pro budoucnost chráněného území aktuální hrozba.
Lokalita Velké Družďavy byla vyhlášena státní přírodní rezervací výnosem Ministerstva kultury ze dne 28. prosince 1953 a tento status byl potvrzen výnosem Ministerstva kultury ČSR ze dne 29. listopadu 1988. Do kategorie přírodní památka bylo toto území přeřazeno dle § 22, odst. 2 vyhlášky Ministerstva životního prostředí ČR 395/1992 Sb. Nově byla památka vyhlášena Nařízením Jihomoravského kraje č. 5/2019 ze dne 17. prosince 2018 s účinností od 1. března 2019.